# Тереспіль (гміна)
Гміна Тереспіль (пол. Gmina Terespol) — сільська гміна у східній Польщі. Належить до Більського повіту Люблінського воєводства. Колишня гміна Кобиляни.
Станом на 31 грудня 2011 у гміні проживало 6947 осіб.
До 31 грудня 2013 року садиба гміни була у місті Тереспіль. З 1 січня 2014 року органи управління містяться у селі Кобиляни.

## Площа
Згідно з даними за 2007 рік площа гміни становила 141.31 км², у тому числі:
- орні землі: 73,00 %
- ліси: 14,00 %

Таким чином, площа гміни становить 5,13 % площі повіту.

## Населення
Станом на 31 грудня 2011:
| Опис     | Загалом | Загалом | Чоловіки | Чоловіки | Жінки | Жінки |
| -------- | ------- | ------- | -------- | -------- | ----- | ----- |
| одиниця  | осіб    | %       | осіб     | %        | осіб  | %     |
| все      | 6947    | 100     | 3420     | 49.23    | 3527  | 50.77 |
| міське   | 0       | 100     | 0        |          | 0     |       |
| сільське | 6947    | 100     | 3420     | 49.23    | 3527  | 50.77 |

## Сусідні гміни
Гміна Тереспіль межує з такими гмінами: Кодень, Піщаць, Рокітно, Тереспіль, Залесе.

## Історія
За польськими підрахунками станом на 2 червня 1947 року, у гміні Кобиляни налічувалося 638 українців (187 родин), які підлягали виселенню у північно-західні воєводства згідно з планом депортації українського населення у рамках операції «Вісла».